# Orania decipiens
Orania decipiens är en enhjärtbladig växtart som beskrevs av Odoardo Beccari. Orania decipiens ingår i släktet Orania och familjen Arecaceae. IUCN kategoriserar arten globalt som nära hotad.
Artens utbredningsområde är Filippinerna. Inga underarter finns listade i Catalogue of Life.